# Ala (Pühalepa)
Ala (do 1998 Alaküla ) − wieś w Estonii, w prowincji Hiuma, w gminie Pühalepa 10 km na południowy wschód od miejscowości Kärdla.

## Nazwa
Nazwa wsi wywodzi się od estońskiego słowa ala, które oznacza poniżej.